# История Англии (работа Джейн Остин)
«История Англии» (англ. The History of England) — работа английской писательницы Джейн Остин, написанная ею в пятнадцатилетнем возрасте (1791).
Работа написана в жанре бурлеск и пародирует широко известную школьную литературу, к примеру книгу Оливера Голдсмита (1771) «История Англии с ранних времён до смерти Георга II». Остин передразнивает стиль учебников по истории английских монархов, высмеивая таким образом притязания историков на объективность. Её «История Англии» ссылается на такие вымышленные первоисточники, как произведения Шекспира и Шеридана, новеллу Шарлотты Тёрнер-Смит, а также мнения семьи Джейн и их друзей.
Наряду с рассказами об английских королях и королевах, содержащими немного достоверных сведений, описываются и курьёзные «события», которые в большей степени преувеличивают характер и поведение монархов; также работа юной писательницы включает шарады и игру в слова по именам.
Книга была посвящена старшей сестре Джейн Кассандре, которая прекрасно рисовала и даже проиллюстрировала фолиант цветными зарисовками.
«История Англии», вторая страница (оригинал):
| The History of England from the reign of Henry the 4th to the death of Charles the 1st. |
| By a partial, prejudiced, & ignorant Historian To Miʃs Austen, eldest daughter of the Revd George Austen, this work is inscribed with all due respect by all due respect by———The Author N.B. There will be very few Dates in this History. |
«История Англии», вторая страница (перевод):
| История Англии с правления Генриха IV до смерти Карла I. |
| Предвзятый, необъективный и невежественный историк Мисс Остин, старшей дочери преподобного Джорджа Остина. Эта работа исписана со всем надлежащим восхищением all due respect by——— Автор N.B. В «Истории» будет совсем немного дат |
В последующие годы, уже после написания этой работы, Джейн составила сборник из своих двадцати восьми ранних сочинений, переписав их в три тетради с названиями: «Том первый», «Том второй» и «Том третий». «История Англии» содержится во втором томе (как «Любовь и дружба» и четыре другие работы) на 34 страницах манускрипта. Тринадцать иллюстраций были внесены Кассандрой уже после переписи вымыслов младшей сестрой.
После кончины сестры в 1817 году второй том стал принадлежать Кассандре. После её смерти брату — Фрэнсису Остину, потомки которого и хранили рукопись десятилетиями. Лишь в 1977 году семейство Остин продало свою коллекцию Британской библиотеке.

При жизни Остин ни одна из её юношеских работ не была опубликована. В 1922 году внучка Фрэнсиса Остина позволила компании «Чатто и Виндас» издать всю тетрадь под именем «Любовь и Дружба». Позже собрание публиковалось издательством Оксфордского университета, а также другими.